# Хохловское сельское поселение (Белгородская область)
Хохло́вское се́льское поселе́ние — муниципальное образование в Белгородском районе Белгородской области России.
Административный центр — село Хохлово.

## История
Хохловское сельское поселение образовано 20 декабря 2004 года в соответствии с Законом Белгородской области № 159.

## Население
| 2010  | 2011  | 2012  | 2013  | 2014  | 2015  | 2016  | 2017  | 2018  |
| ----- | ----- | ----- | ----- | ----- | ----- | ----- | ----- | ----- |
| 1404  | ↗1405 | ↘1361 | ↘1302 | ↘1257 | ↗1279 | ↗1296 | ↗1306 | ↘1301 |
| 2019  | 2020  | 2021  |       |       |       |       |       |       |
| ↗1316 | ↘1305 | ↗1467 |       |       |       |       |       |       |

## Состав сельского поселения
| № | Населённый пункт | Тип населённого пункта       | Население |
| - | ---------------- | ---------------------------- | --------- |
| 1 | Киселево         | село                         | ↗393      |
| 2 | Хохлово          | село, административный центр | ↗1011     |